# New General Catalogue
New General Catalogue (denumire lungă: New General Catalogue of Nebulae and Clusters of Stars, prescurtat NGC, iar în română Noul Catalog General de Nebuloase și Roiuri de Stele) este un catalog astronomic bine-cunoscut cu obiecte astronomice din spațiul cosmic îndepărtat. Este unul dintre cataloagele cele mai mari. cuprinde toate tipurile de obiecte cerești aflate în spațiul cosmic îndepărtat. Conține 7 840 obiecte, cunoscute sub denumirea de Obiecte NGC. Primul obiect este NGC 1, iar ultimul NGC 7840.
Conține 7.840 de obiecte de cer profund (îndeosebi galaxii, dar și de alte tipuri) recenzate de John Dreyer până în 1888, data primei apariții a catalogului în Memoirs of the Royal Astronomical Society.

## Istorie
Catalogul a fost creat în anii 1880 de către J. L. E. Dreyer, în special pe baza observațiilor lui William Herschel și ale fiului său John.
Acest catalog conținea încă dubluri și impreciziuni; prin urmare, a fost înlocuit prin RNGC (Revised New General Catalogue), întocmit de Sulentic și Tifft, în 1973.